# 迪耶哥·埃斯特班·西摩涅
迪耶哥·埃斯特班·西摩涅（1989年12月26日—）是一名阿根廷運動員，曾代表國家參加2012年倫敦奧運的男子手球比賽，並未獲得獎牌。他也曾参加2011年、2015年和2019年三届泛美运动会，共收获两枚金牌和一枚银牌。